# Muisne
Muisne är en ort i Ecuador.   Den ligger i provinsen Esmeraldas, i den nordvästra delen av landet, 190 km nordväst om huvudstaden Quito. Muisne ligger 4 meter över havet och antalet invånare är 13 393.
Terrängen runt Muisne är platt. Havet är nära Muisne åt sydväst. Runt Muisne är det glesbefolkat, med 11 invånare per kvadratkilometer. Det finns inga andra samhällen i närheten. I omgivningarna runt Muisne växer i huvudsak städsegrön lövskog.